# Електродні рівнеміри
Електродні рівнеміри

Найчастіше використовуються для дискретного контролю рівнів сипких і рідких електропровідних середовищ. Наприклад, у гірничо-збагачувальній практиці широко застосовується електродний покажчик рівня УКС-1У і його більш рання модифікація – ІКС-2Н.

## Конструкція
Спрощена схема електродного рівнеміра подана на рис. 
Робота схеми проста. При досягненні кінцем датчика рівня (ДР) поверхні середовища виникає електричний ланцюг від джерела живлення U1, що спричиняє спрацювання реле Р1. Його контакт Р1-1, що при цьому замикається, подає живлення U2 на проміжне реле Р2, контакти якого (на схемі показано один) можуть використовуватися для сигналізації і блокування електричних ланцюгів управління приводами обладнання, наприклад, вимкнути конвеєр подачі матеріалу в бункер. 
Схема промислового УКС забезпечує іскробезпеку при контакті електрода з контрольованим матеріалом, наприклад, в бункері, де можливе скупчення метану, ліквідує помилкове спрацювання реле при запорошенні електродного блока і має можливість контролювати 2 рівні: нижній і верхній, використовуючи два електроди.